# Muhammad I của Khwarezm
Qutb al-Din Muhammad (mất năm 1127) là hoàng đế của Khwarezm từ năm 1097 tới khi qua đời. Ông là con của Anush Tigin.
Habashi ibn Altun-Taq là một cận tướng của hoàng đế Barkiyaruq nhà Seljuk. Ông ta đã đàn áp cuộc khởi nghĩa của hai vương hầu Seljuk, Qodun và Yaruq-Tash, những kẻ giết tổng trấn Khwarezm Ekinchi để giành chức tổng trấn tỉnh Khwarezm. Năm 1097, sau khi đã chiến thắng được nhóm vương hầu phản loạn, Habashi chọn Qutb al-Din Muhammad làm tỉnh trưởng Khwarezm. Sau đó, con trai Ekinchi là Toghril-Tegin gây xung đột với Qutb al-Din Muhammad để giành chức tổng trấn, và bị Muhammad đánh bại.